# Peperomia tithymaloides
Peperomia tithymaloides là một loài thực vật có hoa trong họ Hồ tiêu. Loài này được A. Dietr. miêu tả khoa học đầu tiên.